# Hokkoku Kaidō
Le Hokkoku Kaidō (北国街道, Hokkoku Kaidō) était une voie de circulation au Japon pendant la période Edo. Il s'agissait d'une route secondaire, moins importante que celles du Gokaidō. Parce qu'elle avait été construite pour les voyageurs qui se rendaient à Zenkō-ji, elle était également appelée Zenkō-ji Kaidō (善光寺街道). Elle s'étendait du Oiwake-juku du Nakasendō au Takada-shuku du Hokurikudō. De nos jours la Route 18 suit le tracé du Hokkoku Kaidō entre les villes de Karuizawa et Jōetsu.

## Stations du Hokkoku Kaidō
Bien qu'il y ait 25 stations le long du Hokkoku Kaidō, certaines d'entre elles étaient considérées comme « stations doubles » (合宿, aishuku). Par ailleurs, Nezumi-shuku et Shinonoi Oiwake-shuku étaient des ai no shuku dans lesquelles ne pouvaient séjourner que les officiels du gouvernement, réduisant le nombre de stations que pouvaient utiliser les gens du commun à 17. Les stations sont listées par ordre de succession selon les préfectures modernes avec le nom des municipalités entre parenthèses.

### Préfecture de Nagano
Point de départ : Oiwake-juku (追分宿) (Karuizawa, District de Kitasaku)
1. Komoro-shuku (小諸宿) (Komoro)
2. Tanaka-juku (田中宿) et Unno-juku (海野宿) (Tōmi)
3. Ueda-shuku (上田宿) (Ueda)
- Nezumi-shuku (鼠宿) (Sakaki, District de Hanishina)

4. Sakaki-shuku (坂木宿) (Sakaki, District de Hanishina)
5. Kami Kurashina-shuku (上戸倉宿) et Shimo Kurashina-juku (下戸倉宿) (Chikuma)
6. Yashiro-shuku (屋代宿) (Chikuma)
- Shinonoi Oiwake-shuku (篠ノ井追分宿) (Nagano)

7. Tanbajima-shuku (丹波島宿) (Nagano)
8. Zenkōji-shuku (善光寺宿) (Nagano)
9. Shinmachi-shuku (新町宿) (Nagano)
10. Mure-juku (牟礼宿) (Iizuna, District de Kamiminochi)
11. Furuma-shuku (古間宿) et Kashiwabara-juku (柏原宿) (Shinano, District de Kamiminochi)
12. Nojiri-shuku (野尻宿) (Shinano, District de Kamiminochi)

### Préfecture de Niigata
13. Sekigawa-shuku (関川宿) et Uehara-juku (上原宿) (Myōkō)
14. Tagiri-shuku (田切宿) et Futamata-juku (二俣宿) (Myōkō)
15. Sekiyama-shuku (関山宿) (Myōkō)
16. Matsuzaki-shuku (松崎宿) et Nippongi-juku (二本木宿) (Nakagō-ku, Jōetsu)
17. Arai-shuku (荒井宿) (Myōkō)
Point d'arrivée : Takada-shuku (高田宿) (Jōetsu)